# Charles Auguste de Bériot
Charles Auguste de Bériot (Leuven, 1802. február 20. – Brüsszel, 1870. április 8.) belga zeneszerző, hegedűművész.

## Életútja
Giovanni Battista Viotti növendékénél, Jean-François Tibynél tanult hegedülni. Később Viotti maga is bátorította, majd Pierre Baillot-nál tanult. Paganini is hatással volt rá, de nem fejezte be iskoláit. X. Károly francia és I. Vilmos holland király udvarában volt kamarazenész, és nagy sikerrel játszott Londonban, Párizsban és Európa több nagy zenei központjában.
Maria Malibran operaénekesnővel élt együtt, akitől 1833-ban gyermeke született. 1836-ban Malibran előző házasságát semmissé nyilvánították, és összeházasodtak. Mendelssohn írt egy áriát hegedűkísérettel számukra. Malibran még abban az évben belehalt egy lovasbalesetben szerzett sérülésébe. Halála után Bériot Brüsszelbe költözött, és keveset játszott közönség előtt. 1841-ben azonban német zenei körútra indult, megismerkedett egy bécsi bíró lányával, Marie Huberrel, és feleségül vette.
Baillot 1842-es halála után a leuveni Konzervatórium tanári állását felajánlották Beriot-nak. Ő visszautasította az állást, majd 1843-ban elnyerte a Brüsszeli Konzervatórium vezető hegedűtanári pozícióját. Itt alapozta meg a francia-belga hegedűiskolát. Megromlott látása miatt 1852-ben visszavonult. 1858-ra végleg megvakult. 1866-ban bal karja paralízise véget vetett pályafutásának.
Fia, Charles-Wilfrid zongorista lett, tanította Enrique Granadost, Ravelt és Ricardo Viñest.
Leuvenben utcanév őrzi emlékét.

## Tanítványai, főbb művei
Legismertebb tanítványai Hubert Léonard, Henri Vieuxtemps és Heinrich Wilhelm Ernst voltak. Bériot szép számmal írt zenedarabokat hegedűre, többek között tíz versenyművet. Úttörő hegedűtechnikája és romantikus kompozíciós stílusa miatt hegedűversenyei és tanulmányai megkerülhetetlenek a hegedűvel komolyan foglalkozó diákok számára, akik klasszikus (Brahms-, Mendelssohn-, Csajkovszkij) repertoárjukat bővíteni szeretnék.
Legnépszerűbb művei IX. (a-moll, Op. 104) és VII. (g-moll, Op. 76.) hegedűversenyei, valamint a Scene de Ballet (Op. 100).

## Fordítás
- Ez a szócikk részben vagy egészben  a   Charles de Bériot című angol Wikipédia-szócikk ezen változatának fordításán alapul.  Az eredeti cikk szerkesztőit annak laptörténete sorolja fel. Ez a jelzés csupán a megfogalmazás eredetét és a szerzői jogokat jelzi, nem szolgál a cikkben szereplő információk forrásmegjelöléseként.